# Bernard Marcadé
Pour les articles homonymes, voir Marcadé.
Bernard Marcadé, né à Bordeaux en 1948, est critique d'art, et organisateur d’exposition indépendant.

## Biographie
Bernard Marcadé est né en 1948 à Bordeaux. Son père est Jean-René Marcadé, qui au début des années 1950 publie un ouvrage intitulé Cinq années de captivité aux éditions Delbrel de Bordeaux, qui reçoit, en juillet 1952, le « grand prix Dominique Vecchini au XXIe Congrès des Écrivains de France ». 
Après ses études secondaires, il s'oriente vers la philosophie puis poursuit en histoire de l'art.
En 1975, il rejoint Tourcoing et l’École régionale supérieure d'expression plastique, pour y prendre un poste de professeur d'esthétique et d'histoire de l'art. En 1985, il quitte le département du Nord pour Paris où il va enseigner à l’École nationale supérieure d'arts de Paris-Cergy.
Fortement marqué par Dada et l’Internationale situationniste, ses activités de critique et d’organisateur d’exposition peuvent être comprises comme une tentative de montrer l’art avec les armes de l’art, c’est-à-dire avec la complicité des artistes. Il a dirigé la revue A Rebours (1979-1982), Feu (1989-1995). Collaborateur régulier des revues Artpress, Beaux-Arts Magazine, Parkett, Les Cahiers du musée national d'Art moderne, Tate, etc., il a collaboré comme chroniqueur à France Culture et à Radio Nova. 
Il a été commissaire, avec Marie-Laure Bernadac, de l'exposition Féminin-Masculin, Le sexe de l’art au Centre Pompidou en 1995 et de Lacan, l'exposition au Centre Pompidou-Metz.

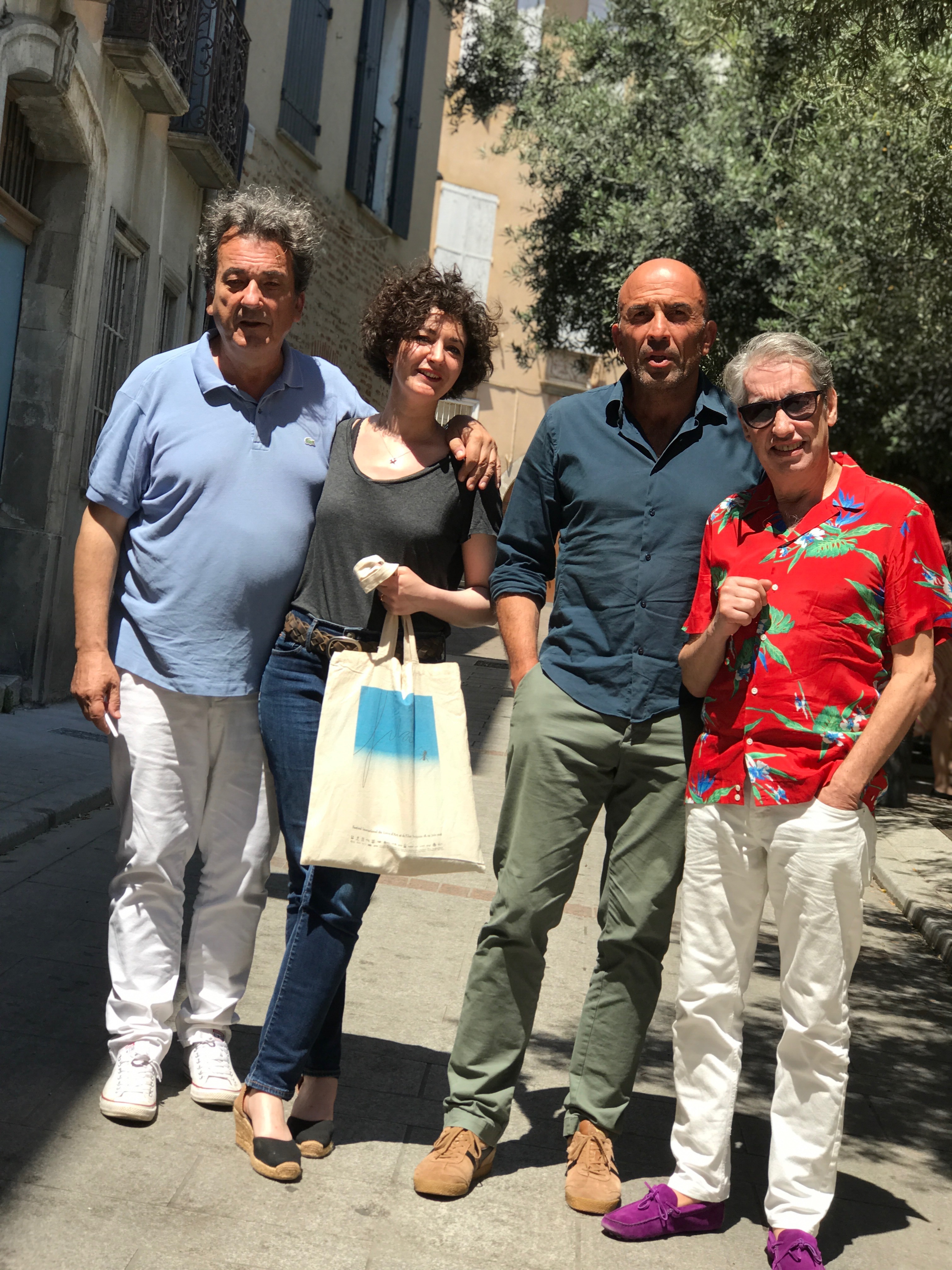
Bernard Marcadé (à gauche), Président du Jury des Livres du FILAF 2018. Aux côtés de Léa Bismuth, Eric Mangion et Arnaud Labelle-Rojoux. Perpignan, juin 2018.

## Commissariats d'expositions et catalogues

### Sur un artiste
- Point de vue sur Jean Le Gac (catalogue exposition à Calais du 22 octobre au 4 décembre 1983), Centre de développement culturel, 1983, 12 p. (BNF 34746936).
- Hommage à Pierre Loti : émotions en Aquitaine III (catalogue de l'exposition réalisée, par l'association Grand Boucan, à Bayonne du 25 février au 22 avril 1984), Musée Bonnat, 1984, 64 p. (BNF 34774427).
- Jean-Michel Othoniel (catalogue exposition à Nîmes du 2 juillet au 20 septembre 1992), Carré d’Art/Musée d’art contemporain de Nîmes, Acte Sud, 1992, 34 p. (BNF 35704387).
- Soulages réaliste (catalogue exposition à Paris du 15 octobre 1992 au 9 janvier 1993), Galerie de France, 1992, 100 p..
- Sigmar Polke (catalogue, avec Guy Tossato, exposition à Nimes du 7 juillet au 9 octobre 1994, à Valence du 20 octobre au 15 janvier 1995), Réunion des musées nationaux / Carré d'art / Seuil, 1994, 103 p. (BNF 35774299).
- Martine Aballéa (catalogue exposition à Ibos du 14 mai au 30 juin 1998), le Parvis, 2000, 23 p. (BNF 37203043).
- Jürgen Klauke : le désastre du moi : oeuvres récentes, 1996-2001 (catalogue : avec Peter Weibel, exposition à Paris du 20 juin au 2 septembre 2001), Maison européenne de la photographie, 2001, 74 p. (BNF 37651532).
- Carole Benzaken : search for the new land (catalogue exposition du 7 décembre 2004 au 7 février 2005), Centre Pompidou, coll. « 315 », 2004, 79 p. (BNF 39911586).
- Pierre et Gilles Beautiful Dragon, Metropolitan Museum of Art, Seoul, 2004
- Pierre et Gilles  Beautiful Dragon, Singapore Art Museum, Singapour, 2004
- Aftermoon (exposition de Bertrand Lavier), Tsum Foundation, Moscou, mai 2010
- Kasimir Malevitch & François Morellet, Carrément (catalogue : avec Jean-Claude Marcadé et Serge Lemoine, exposition à Paris du 17 mars au 30 avril 2011), Galerie Kamel Mennour, 2011, 176 p. (BNF 42469221).
- Antoine D'Agata, 1991 - 2011 // Anticorps, The Hague Museum of Photography, La Haye, juin 2012 (avec Fannie Escoulen)
- Sigmar Polke (catalogue, avec Guy Tosatto, exposition à Grenoble du 9 novembre 2013 au 2 février 2014), Actes Sud / Musée de Grenoble, 2013, 183 p. (BNF 43727939).
- Antoine d’Agata,1991 - 2011 // Anticorps, LE BAL, Paris, janvier-avril 2013 (avec Fannie Escoulen)
- Bertrand Lavier, L'affaire tournesols (catalogue exposition 2014-2015, avec Brice Curiger et Marjolaine Lévy), Arles, Fondation Vincent Van-Gogh, 2014, 64 p. (BNF 44402448).

### Autres thématiques
- Histoires de Sculpture (Château des ducs d’Epernon, Cadillac, Gironde) / Musée d’art moderne de Villeneuve d’Ascq / Musée de Nantes, 1984-1985
- Luxe, Calme et Volupté, Aspects of French Art 1966-1986, Vancouver Art Gallery, 1986
- Affinités sélectives (programme des expositions d’art contemporain du Palais des Beaux-Arts),  1990 Bruxelles
- Auf zwei Hochzeiten tanzen, Kunsthalle, Zurich, 1988
- Le choix des femmes, Le Consortium, Dijon, 1990 (avec E. Colliard, R. Denizot, X. Douroux, F. Gautherot)
- L’excès & le retrait (participation française de la XXe Biennale Internationale de São Paulo, 1991)
- Moules Moules (catalogue exposition à Sète en 1991.), Espace Paul Boyé / Éditions Nouvelle vague, 1991, 95 p. (BNF 40983912).
- Oh ! cet écho ! [Hommage à Emma Kunz], Paris, Centre Culturel Suisse  [avec Bice Curiger et Hans-Ulrich Obrist], 1992
- L'Autre à Montevideo-Hommage à Isidore Ducasse, Museo nacional de las bellas artes, Montevideo, 1993
- Le Milieu du Monde, Centre d'art, Sète, 1993 (avec Noëlle Tissier)
- FémininMasculin : Le sexe de l’art (catalogue, avec Marie-Laure Bernadac, de l'exposition réalisée dans la Grande galerie du 24 octobre 1995 au 12 février 1996), Centre national d'art et de culture Georges-Pompidou / Gallimard-Electa, 1995, 399 p. (BNF 35812916).
- Becoming, 97 Kwangju Biennale, Kwangju, 1997
- Cet été-là, exposition de variétés, C.R.AC., Sète, été 1998 (Avec Noëlle Tissier)
- Négociations, C.R.A.C., Sète, été 2000 (avec Nicolas Bourriaud)
- MixMax (Artsonje Center, Séoul, février 2004 (avec Sung Won Kim)
- Je ne crois pas aux fantômes, mais j’en ai peur,  La Force de l’Art, Grand Palais, Paris, mai-juin 2006
- On dirait le Sud, Cartographies sentimentales et documentaires, C.R.A.C, Sète, juillet 2007
- Sens dessus dessous/ Le monde à l’envers , C.R.A.C, Sète, été 2008 (avec Noëlle Tissier)
- Vivre l'art : collection Venet (catalogue exposition du 25 janvier au 24 mai : avec Jean-Marc Avrilla), Espace de l'art concret, Centre d'art contemporain / Somogy, 2009, 159 p. (BNF 41429935).
- Libertad Igualdad Fraternidad, La Lonja, Zaragoza /Alcala 31, Sala de exposiciones , Madrid /Centro Huarte de Arte Conteporaneo, Huarte/ CAAM Las Palmas de Gran Canaria, 2009-2010 (avec Isabel Duran)
- Courant d’art au rayon de la quincaillerie paresseuse (L’Observatoire du BHV, septembre 2010 (avec Mathieu Mercier)
- Sexe, Humour & Abstraction, galerie Le Minotaure, FIAC, Paris, octobre 2013

## Publications

### Ouvrages

#### Biographies et monographies
- A. R. Penck, Éditions de la Différence, coll. « Classiques du XXIe siècle », 1988, 149 p. (BNF 35261960).
- Robert Combas, Ed. de la Différence, Paris, 1991
- René Magritte : Tentative de l'impossible, Ed. Labor, Bruxelles, 1992
- Eugène Leroy, Flammarion, coll. « La création contemporaine », 1994, 191 p. (BNF 35712107).
- Pierre et Gilles : l'oeuvre complet : 1976-1996 (avec Dan Cameron), Taschen, 1997, 341 p. (BNF 36696301).
- Paul-Armand Gette, Fall éditions, coll. « Musée international », 1999, 141 p. (BNF 37086256).
- Isidore Ducasse (présentation et anthologie, plus choix de textes du poète dit aussi comte de Lautréamont), Seghers, coll. « Poètes d'aujourd'hui », 2002, 237 p. (BNF 38820628).
- Marcel Duchamp : la vie à crédit, Flammarion, coll. « Grandes biographies », 2007, 595 p. (BNF 40997269).
- Hyber (avec Bart de Baere & Pierre Giquel), Flammarion, 2009, 284 p. (BNF 41452348).
- Wim Delvoye, Fonds Mercator, 2012
- Yan Pei-Ming, Histoires de peinture, peintures d’Histoire & autres faits divers, Edition de l’Herne, Paris, 2013
- Xavier Noiret-Thomé (avec Denys Zacharopoulos ; traductions en anglais par Virginie Guiramand), Analogues, 2013, 190 p. (BNF 42741631).
- Marcel Broodthaers : livre d'images (avec Marie-Puck Broodthaers (dir.) et Wilfried Dickhoff), Flammarion, 2013, 319 p. (BNF 43738995).
- Magritte, Citadelles & Mazenod, 2016, 328 p. (BNF 45112614).
- Paz Corona (avec Catherine Bédard-Arasse et Gérard Wajcman), Éditions du Regard, 2017, 118 p. (BNF 45287297).
- Francis Picabia, rastaquouère, Flammarion, 2021, 743 p. (ISBN 9782080265296, lire en ligne)

#### Essais et autres sujets
- Éloge du mauvais esprit, Paris, Éditions de la Différence, coll. « Essais », 1986, 301 p. (BNF 34910317).
- Il n’y a pas de second degré, remarques sur la figure de l’artiste au XXe siècle, Jacqueline Chambon, coll. « Critiques d'art », 1999, 286 p. (BNF 37087236).
- Laisser pisser le mérinos : la paresse de Marcel Duchamp (texte qui reprend l'essentiel d'une conférence intitulée Duchamp et la fatigue donnée au Centre Georges Pompidou le 16 octobre 2004, dans le cadre du colloque Dépression et subversion organisé par Catherine Grenier), L’Échoppe, 2006, 50 p. (BNF 40155331).
- 53 œuvres qui m’ébranlèrent le monde, Beaux-Arts éditions, 2009, 248 p. (BNF 42102319).
- Urgence de l'art (avec Jérôme Alexandre ; postface Alain Cugno), Parole et silence / Collège des Bernardins, coll. « Humanités », 2015, 99 p. (BNF 44375512).

### Article
- « Pourriture et Peinture », dans Didier Ottinger (dir.), Michel Surya, Chaké Matossian, Daniel Dobbels, Jean-Michel Alberola, Jacques Henric, Jean-Louis Baudry, et Sylvia Colle-Lorant, Bataille : Georges Bataille une autre histoire de l’œil : mars-juin 1991 (catalogue exposition), Les Sables-d'Olonne, Musée de l'abbaye Sainte-Croix des Sables-d'Olonne, coll. « Cahiers de l'Abbaye Sainte-Croix » (no 69), février 1991, 110 p. (BNF 35530622), p. 87-93L'exposition présente des ouvrages de Georges Bataille, accompagnés par des œuvres, peintures, dessins et sculptures, de : Jean-Michel Alberola, Francis Bacon, Balthus, Hans Bellmer, Vincent Corpet, Max Ernst, Jean Fautrier, Alberto Giacometti, Pierre Klossowski, Willem de Kooning, André Masson, Joan Miró, Malcolm Morley, Pablo Picasso, François Rouan, et Dorothea Tanning.

### Webographie
- Collège des Bernardins, « Bernard Marcadé : intervenant », sur Collège des Bernardins, 2012 (consulté le 26 décembre 2018).
- Aica France, « Portrait de Bernard Marcadé », sur Aica France, 27 mai 2014 (consulté le 26 décembre 2018).
- France Culture, « Bernard Marcadé », sur France Culture, 2016 (consulté le 26 décembre 2018).
- Palais de Tokyo, « L'Atelier des Regardeurs - Bernard Marcadé », sur Palais de Tokyo (centre d'art contemporain), 2017 (consulté le 26 décembre 2018).
- Jean-Claude Marcadé, « Le Kommando de l’usine A.E.G. à Hennigsdorf vu par Jean-René Marcadé entre 1940 et 1945 », sur Vania Marcadé, 15 mars 2017 (consulté le 29 décembre 2018).
- Perspective films, « Bernard Marcadé », sur Perspective films, 2017 (consulté le 26 décembre 2018).
- Centre Pompidou, « Bernard Marcadé », sur Centre Pompidou (consulté le 26 décembre 2018).

### Audio et vidéo
- audio : Une vie, une œuvre, Marcel Duchamp, sur France Culture, 1re diff 23/11/2013
- audio : France Culture, Du jour au lendemain, à propos du livre sur Yan Pei-Ming, 20/01/2014.
- audio : France Culture, La grande table, sur Yan Pei-Ming, 01/11/2013.
- vidéo : Après disparition des brumes matinales, lecture sur fond d'autoroute, 1988, réal Gérard Courant.
- vidéo : Aux grandes pointures la patrie reconnaissante, un film de Tristan v Christiann, 2004, 52 min.